# Эра драконов
«Эра драконов» (англ. Age of the Dragons) — американский фантастический фильм в жанре фэнтези, канадского режиссёра Райана Литтла. Премьера фильма состоялась 4 марта 2011 года.

## Сюжет
Гарпунер Исмаил (Кори Сэвер) присоединяется к экипажу Ахаба (Дэнни Гловер) который охотится за драконами. Экипаж якобы стремится заполучить драгоценную крайне взрывоопасную жидкость из мифической сферы «купорос», которая находится внутри крылатых огнедышащих существ, с помощью которой они живут. Исмаил присоединяется к их поискам, но вскоре узнает, что на самом деле Ахаб охотится на белого дракона, который десятилетие назад ранил его, а также убил его сестру. Вынужденный скрываться от солнечного света из-за ожогов на теле, Ахаб пытается убить всех драконов, особенно белых. Через некоторое время возникает конфликт между Исмаилом и сорвиголовой Фласком (Ларри Бэгби), который ревнует приемную дочь Ахаба, Рэйчел (София Пернас).
В логове Белого дракона, все секреты становятся явью. Рэйчел должна решить: продолжить охоту, или уйти с Исмаилом. Она выбирает последнее. Тем временем копьё Ахаба(которое было привязано к его ноге) запутывается в шее Белого Дракона. Существо улетает с криком Ахаба, пока он не ударился в столб и не умер. В последних мгновениях показывают как дракон летит вдаль, а тело Ахаба висит у него на шее.

## В ролях
| Актёр         | Роль        |
| ------------- | ----------- |
| Дэнни Гловер  | Ахаб        |
| Винни Джонс   | мистер Стап |
| Кори Сэвер    | Исмаил      |
| Ларри Бэгби   | Фласк       |
| София Пернас  | Рэйчел      |
| Кепа Крус     | Квикег      |
| Нико Валенсия | Бингзтер    |
| Дэвид Морган  | Старбук     |

## Создание фильма
Фильм был первоначально должен был называться «Огонь Дракона». 3 февраля 2010 года было объявлено, что Дэнни Гловер и Винни Джонс присоединяться к съемкам, которые будут начаты в штате Юта на следующей неделе. Бюджет фильма составил около $ 5 млн, и это был первый фильм, разработанный дистрибьюторской компанией «Метродом». Видео было представлено 5 марта 2010 года. Несколько сцен были сняты в замке в Прово, штат Юта за государственной больницей.

Это отличная идея ... это будет весело.Д. Гловер

## Критика
Фильм был подвергнут критике от таких изданий как The Guardian и The Observer:
«Урок учебника в том, как не адаптировать литературную классику - если это так,  он вполне может достичь самостоятельно мифический эффект. Смертоносный вид фильма, серьезным тоном просто делает его смешным, но это плохой фильм».The Guardian
«Этот сырая картина, является очень смешной. Общий диалог и действия очень скучные. Дрянная хореографическая подготовка указывает на низкий производственный бюджет, являются частью удовольствия, ни сценария, ни острых ощущений не передаёт картина Литтла, достаточно чтобы увидеть истинное значение халтуры».The Observer